# 東道諸王
東道諸王（とうどうしょおう）は、モンゴル帝国におけるチンギス・カンの諸弟（ジョチ・カサル、カチウン、テムゲ・オッチギン、ベルグテイ）を始祖とする、モンゴル高原東方に領地を持つ諸王家の総称である。東方諸王、左翼諸王とも呼び、またこのうちベルグテイ王家のみ始祖が庶出のため格式が低く、これを外して東方三王家と呼称する場合もある。
これに対し、チンギス・カンの諸子（ジョチ、チャガタイ、オゴデイ、コルゲン）を始祖とする、モンゴル高原西方に領地を持つ諸王家を西道諸王、西方諸王、右翼諸王とも呼称する。
西道諸王が中央アジア・東欧に大規模な領土を得てそれぞれ独立した政権（ジョチ・ウルス、チャガタイ・ウルス、オゴデイ・ウルス）として振る舞うようになっていったのに対し、東道諸王はカアン（ハーン）の勢力下に留まり続け、また政変に当たってはオッチギン王家を中心として一体的行動をとることが多かった。
東道諸王は北元時代を経て清代にまで存続し、「旗」に編制された。中華人民共和国の行政区分においても、東道諸王に由来する旗名が現在でも多く残っている。

## 名称
東道諸王はモンゴル帝国時代の史料上に様々な名称で登場し、漢文史料では「東方諸王」、「東道諸王」、「東部諸王」、ペルシア語史料では「左手（左翼）の諸王 (پادشاهزادگان دست چپ / Pādshāhzādgān-i dast-i chap)」などと表現されている。
このうち「東道諸王」という名称には、モンゴル高原と東方のアムール川流域を結ぶ北方交易路、「黒貂の道（セイブルロード）」を支配する諸王というニュアンスが込められていると推測されている。
17世紀頃より編纂されるようになったモンゴル年代記では、東道諸王のことを「オンリュート (Ongliγud)」、「アバガ (Abaγa)」、「アル・モンゴル (Aru Mongγol)」という風に総称している。

## 歴史
1206年、モンゴル帝国を建国したチンギス・カンは、統治下の遊牧民を千人隊（ミンガン）として再編成し、95の千人隊が創設された。このうち、12の千人隊と西方の遊牧地がチンギス・カンの諸子に与えられ、また、12の千人隊と東方の遊牧地がチンギス・カンの諸弟に与えられ、それぞれモンゴル帝国の右翼（西道諸王）と左翼（東道諸王）と位置づけられた。カアン自らが指揮する中軍（コルン・ウルス）と、西道諸王の指揮する右翼及び東道諸王の指揮する左翼という三極構造がモンゴル帝国の基本形とされ、以後代々受け継がれた。
東道諸王は、ハーンの座を巡ってしばしば対立状態にあった西道諸王と違い、オッチギン王家を中心に常に政治的態度を一にしてきた。これは、遊牧民が同じ数（4千人）だけ割り振られた西道諸王と違って、東道諸王はオッチギン王家に与えられた遊牧民の数が圧倒的に多く、他の二王家が従属的な地位にあったことが影響したと見られる。
特にモンケ・カアンの死後に勃発したクビライとアリク・ブケの間の帝位争いでは、三王家は一致してクビライを支持し、クビライの即位に多大な貢献を行った。この功績のため、東道諸王はクビライの手で再編された大元ウルスの中で優遇されたが、やがてクビライと対立するようになった。1287年、東道諸王はオッチギン家当主ナヤンを中心にナヤンの乱を引き起こしたが、クビライの迅速な対応によって短期間で叛乱は鎮圧された。しかし、チンギス・カンの定めたモンゴル帝国の基本形はクビライであっても崩すことができなかったため、東道諸王は全ての当主を代替わりさせた上で存続することとなった。
ナヤンの乱後、次第に東道諸王の結束は崩れてきたようで、天暦の内乱では大都派についたカサル家当主が上都派のオッチギン家当主を殺害するという事件まで起こっている。明朝が興り大元ウルスが北遷すると東道諸王も打撃を受け、ウリヤンハイ三衛に代表されるように、明朝に朝貢し衛所に組織される集団も現れた。
17世紀、清朝が興ると、東道諸王の末裔たちも他のモンゴル人同様清朝の傘下に入った。特にカサル家の末裔たるホルチン部は清朝の皇室アイシンギョロ家と通婚し、清朝内で高い地位を誇った。清朝に帰順した諸部族は「旗」に編制され、この「旗」が現在に至る内モンゴルの行政区画の原型となっている。

## 東道諸王の末裔

### カサル王家（ホルチン部ほか）
チンギス・カンの次弟ジョチ・カサルを始祖とする王家で、初封地はエルグネ川流域にあった。カサル王家の投下領が山東地方（旧斉国領）にあったことから、ナヤンの乱終結後にカサル家当主となったバブシャは斉王に封ぜられ、以後の当主は代々斉王と称するようになった。
モンゴル語史料では北元時代にバートル・シューシテイ、斉王ボルナイ、ウネ・ボラトといったカサル裔の諸侯がホルチン部統治者として活躍したことが記録されている。後金（後の清朝）が興ると、地理的に最も近いカサル家は後金のアイシンギョロ家と通婚し、清朝内で高い地位を保持した。総じて北元時代・清朝時代を通じて、カサル王家は東道諸王の中で最も繁栄し、ホルチン部の他にゴルロス部、ドルベト部、ジャライト部、ホシュート部といった多数の部族を輩出した。これらの部族は清代にジェリム盟（現在の内モンゴル自治区ヒンガン盟・通遼市東半および吉林省の一部）に組織され、現在もホルチン区・ホルチン左翼中旗・ホルチン左翼後旗・ホルチン右翼前旗・ホルチン右翼中旗・ジャライド旗などに名を残している。

### カチウン王家（オンリュート部）
チンギス・カンの三弟カチウンを始祖とする王家で、初封地はウルゲン川（旧名：ウルクイ河）流域にあった。元代には済南路（現在の済南市）を投下領としていたため、カチウン裔のエジルが済南王に封ぜられていた。
元末明初期の動向は不明であるが、永楽帝がモンゴリアに進出すると、カチウンの後裔であるモンケ・チャガン・ノヤンや卜剌罕衛がこれに帰順した。エセン・ハーンの没後にはカチウン裔で卜剌罕衛に属するドーラン・タイジが有力となり、彼の率いていた集団は後のトゥメト部の母体となった。清代にはドーラン・タイジとは別の家系が清朝に帰順し、ジョーオダ盟所属のオンニュド旗に組織された。中華人民共和国の行政区画であるオンニュド旗は、このオンニュド旗の後身である。

### オッチギン王家（ウリヤンハイ三衛）
チンギス・カンの四弟テムゲ・オッチギンを始祖とする王家で、初封地はフルンボイル地方にあった。オッチギン王家は東道諸王の中では最大の分封を受けており、ナヤンの乱に至るまで東道諸王の盟主的地位にあった。ナヤンの乱鎮圧後、新たにオッチギン家当主となったトクトア以後、オッチギン家当主は遼王と称するようになった。
明朝が興ると、オッチギン王家はウリヤンハイ三衛（モンゴル側からの呼称は山陽の六千オジェート）に組織されたが、16世紀頃にオッチギン王家の系譜は断絶した。

### ベルグテイ王家（アバガ部・アバガナル部）
チンギス・カンの異母弟ベルグテイを始祖とする王家であるが、ベルグテイが庶出であるために待遇は他の東方三王家より低く、初封時は1千人隊長としての扱いであった。元代には遼西の広寧一帯（現在の錦州市）を領地としていたため、ジャウドゥらが広寧王に封ぜられていた。
15世紀半ば、エセン・ハーン死後の混乱期にはベルグテイ王家からモーリハイ王が登場し、モーラン・ハーンを擁立するなど有力諸侯として知られた。モーリハイの子孫はアバガ部、アバガナル部と称され、清朝に帰順してシリンゴル盟所属のアバガ左・右旗、アバガナル左・右旗を形成した。この4旗は中華民国時代を経て、それぞれ合併してアバグ旗・アバグナル旗となり、さらにアバグナル旗は改称して現在シリンホト市と呼ばれている。